# South Finegayan Latte Stone Park
South Finegayan Latte Stone Park är en fornlämning i Guam (USA).   Den ligger i kommunen Dededo, i den norra delen av Guam, 12 km nordost om huvudstaden Hagåtña.
South Finegayan Latte Stone Park registrerades 1975 i US National Register of Historic Places.